# Stuart Agnew
Pour les articles homonymes, voir Agnew.
Stuart Agnew, né le 30 août 1949 à Norwich, est une personnalité politique britannique, membre du Parti pour l'indépendance du Royaume-Uni (UKIP).

## Biographie
Le 22 mai 2014 il est réélu député européen britannique. Son parti appartient alors au groupe Europe libertés démocratie, qui est renommé Europe de la liberté et de la démocratie directe à partir du 24 juin 2014.